# 2020年2月3-7日香港醫護罷工行動
2020年2月3-7日香港醫護罷工行動是由醫管局員工陣線於2020年2月3日至7日所發動的罷工，目的是為了爭取政府全面「封關」以減低香港被2019冠狀病毒病疫情影響的風險和醫院管理局提供足夠保護裝備予前線醫護。

## 背景

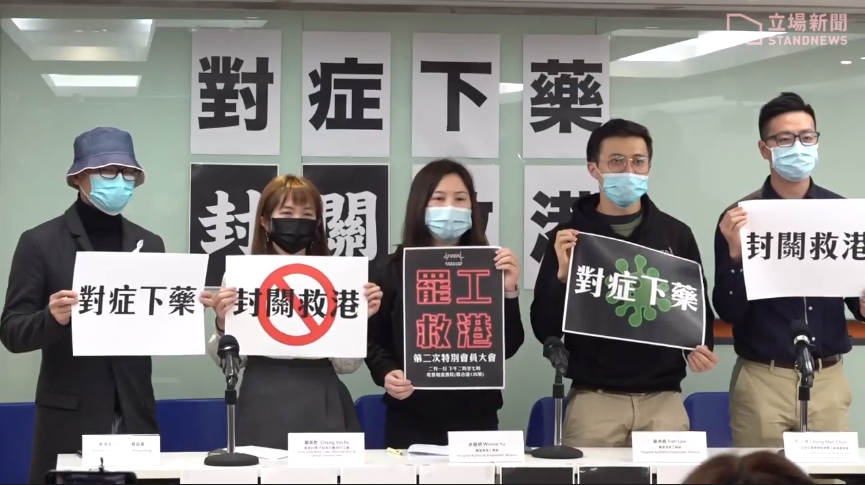
1月31日，新工會「醫管局員工陣線」公布因政府不回應全面封關等訴求下，而發起罷工行動，至今逾6700人簽署宣言，承諾參與罷工行動，其中護士佔70%，醫生佔8%

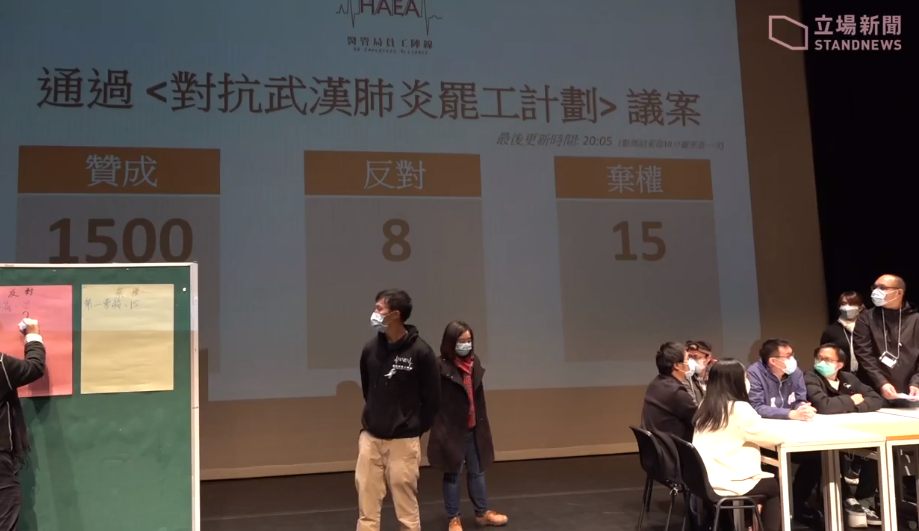
2月1日，工會「醫管局員工陣線」在香港兆基創意書院進行投票，最後以3,123票贊成、10票反對、23票反對和8票廢票通過於2月3日起罷工

2019冠狀病毒病香港疫情之下，香港的關口依然開放予中國大陸的人士進入，在香港確診的病患越來越多，大部分是從中國大陸傳入。在2019年12月成立，擁有過萬名醫管局員工會員的醫管局員工陣線於1月26日提出五個訴求，並表示若醫管局未有回應訴求，將會在2月3日發起罷工。然而，2月1日醫管局主席範鴻齡以道德及醫護人員天職是救急扶危為由，呼籲工會不要放動罷工。衛生局局長陳肇始在電台節目中更流淚，卻拒絕回應訴求。當天，醫管局員工陣線的特別會員大會以3,123票贊成、10票反對、23票反對和8票廢票通過於2月3日起罷工。罷工的訴求包括「禁止任何旅客經由中國大陸入境香港」、「落實確切方案確保口罩供應充足」、「提供足夠隔離病房暫停非緊急服務」、「提供足夠配套予照顧隔離病人的醫護」及「公開承諾絕不秋後算賑」。共有9,000名醫護實名簽署參與罷工。 醫管局員工陣線副主席羅卓堯在電視節目上向公眾致歉，承認罷工會影響公立醫院服務，但認為責任在於政府，醫護並非「趁火打劫」而是關注公共衛生問題。他又促請政府從源頭防疫。

## 第一階段罷工

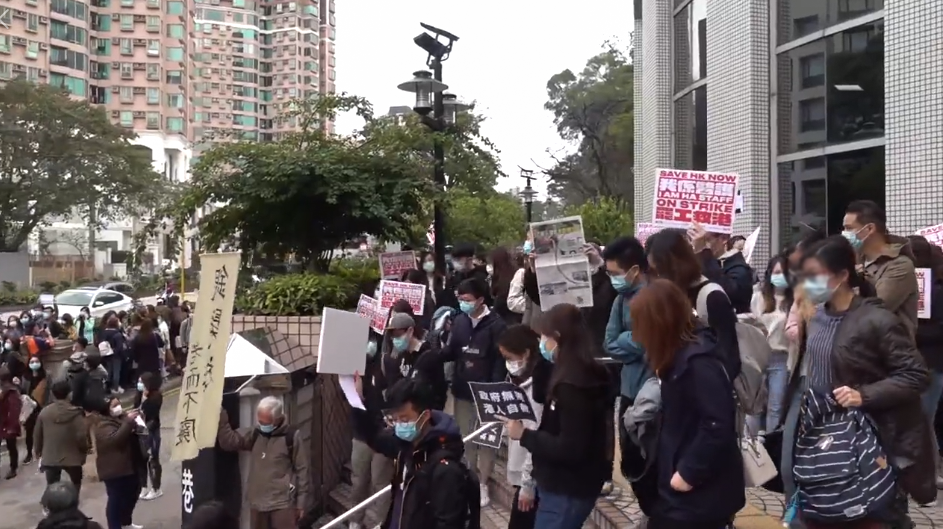
2月3日早上，多個工會到醫管局大樓發起請願活動，有數百名醫護人員及市民聲援

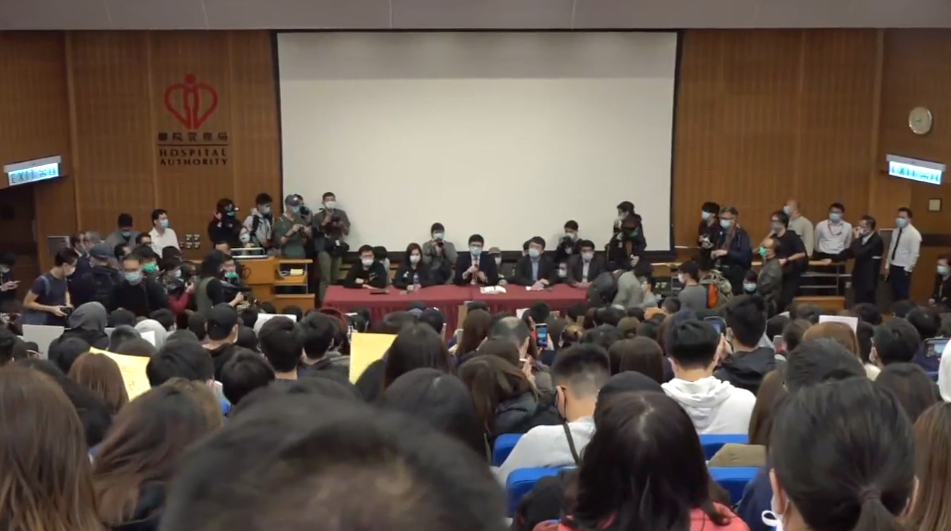
2月3日晚上8時半，醫管局員工陣線與醫管局高層進行公開對話，但舉行20分鐘後不歡而散

第一階段的罷工於2月3日進行，第一階段的罷工，醫管局表示有近2,700位醫護參與，包括370多名醫生、900名護士及近千名專責醫護。九龍中、九龍西及新界西聯網最多醫護罷工，個別手術室及深切治療部的手術需要延遲。當天晚上，醫管局高層邀請工會與其會面，但談判逾一小時後醫管局並沒有答允工會的要求，所以談判破裂。工會於2月4日起發動第二階段罷工。

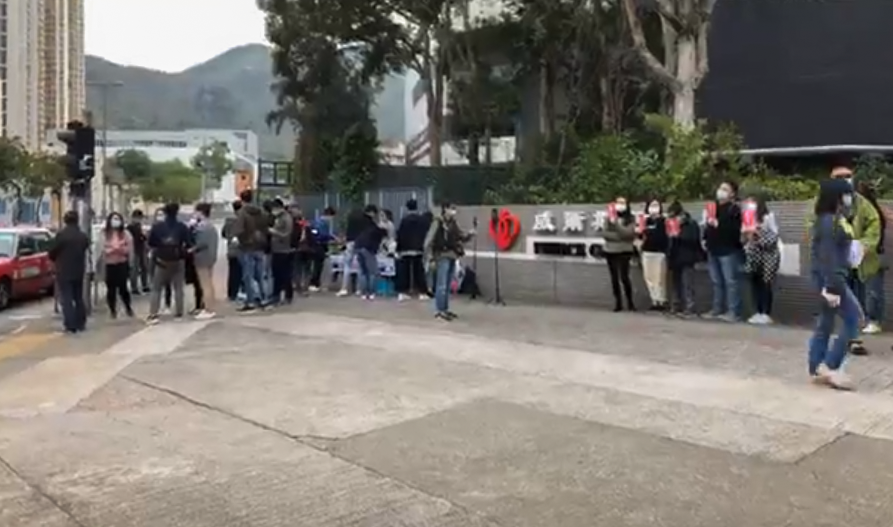
2月3日早上，威爾斯親王醫院已有數十人排隊輪候簽到參與罷工
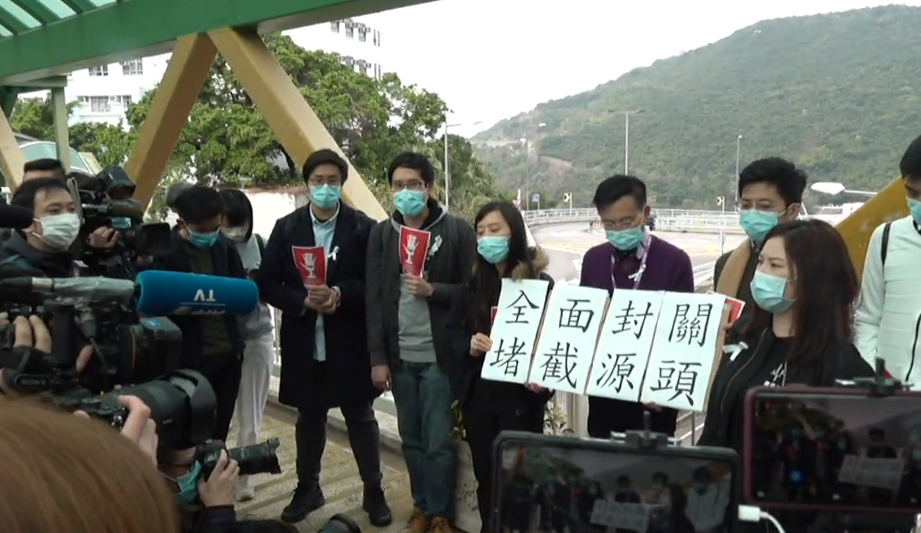
醫管局員工陣線在瑪麗醫院外天橋擺設街站
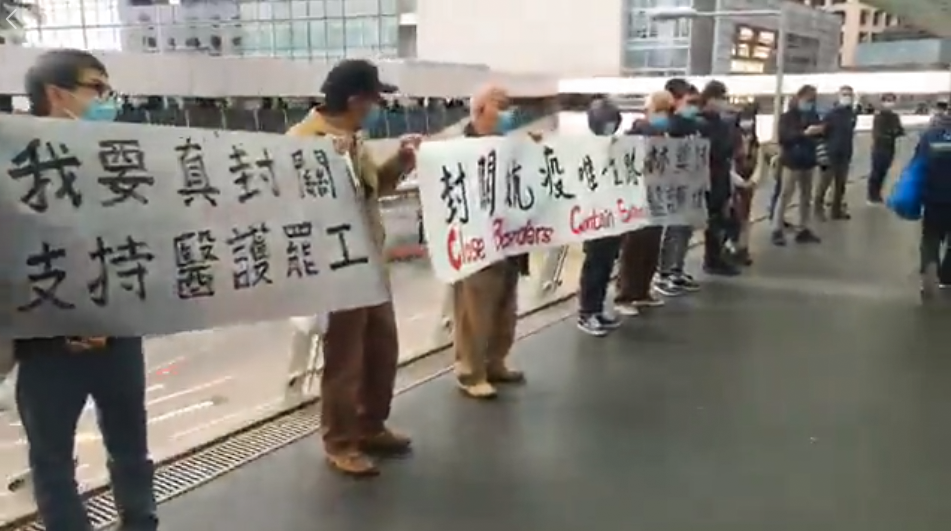
2月3日中環和你Lunch，參加者都戴上口罩，支持醫護罷工和要求政府封關
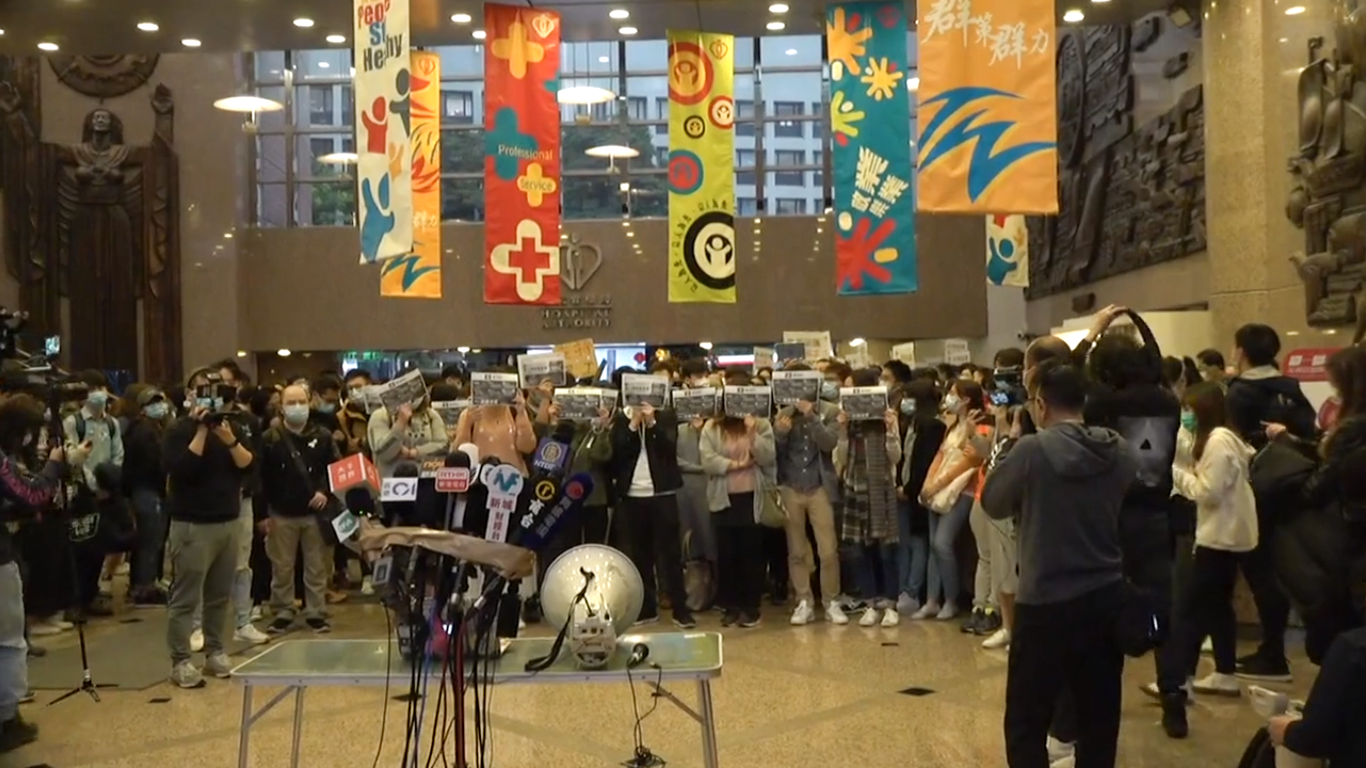
2月3日下午，數百名醫護人員及市民在醫管局大樓大堂請願，聲援「醫管局員工陣線」行動

## 第二階段罷工

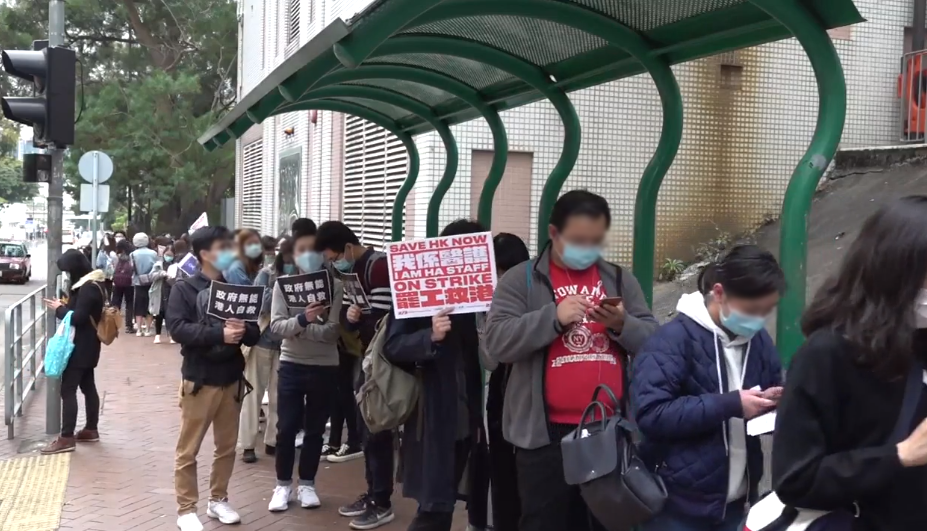
2月4日早上，伊利沙伯醫院外有百多人排隊輪候簽到參與第二天罷工

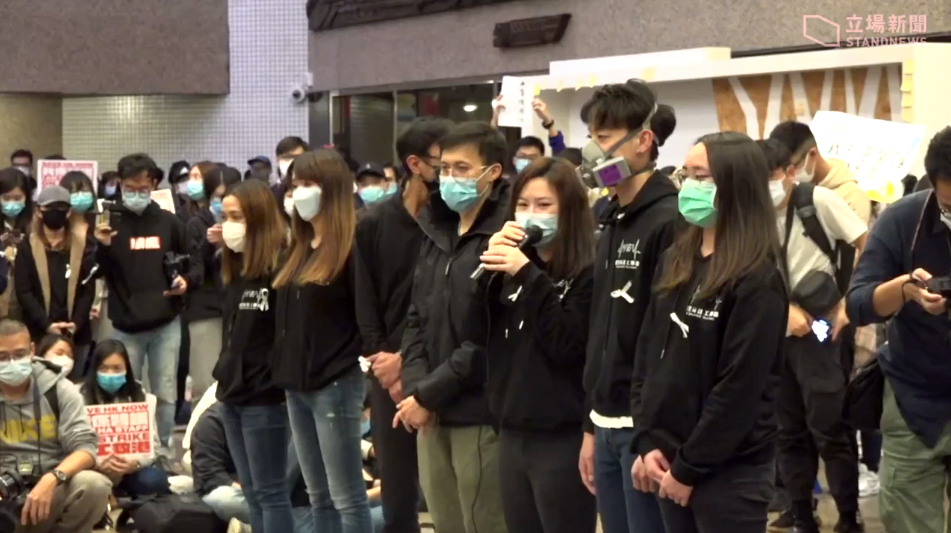
2月7日傍晚，在會員投票決定下結束罷工行動。主席余慧明宣布會以其他方式爭取訴求，理事會對投票結果表示理解和尊重

2月4日，罷工醫護再到醫管局大樓請願，工會估計有9,000人參與，或會對醫院緊急服務造成影響。工會表示有七千人參與罷工，而醫管局則表示直到晚上6時有5,000人參與罷工，急症室和兒科等服務受嚴重影響，同時影響包括X光片和電腦掃描等抗疫工作。工會與職工盟屬下的十四個工會發起「一人一信」請願運動，向醫管局遞交請願信，重申工會的訴求。
2月5日，數百人由金鐘海富中心天橋遊行至政府總部外，要求與行政長官林鄭月娥公開對話，但卻被漠視。多位議員為醫護的訴求收集到超過35,000名市民的簽名支持醫護的工業行動。余慧明表示當天共有7,000名會員參與罷工，而醫管局點算後表示逾5,100人缺勤，急症室以及新生嬰兒深切治療部的情況特別嚴重。網上有203位早產嬰幼兒父母聯署支持罷工，批評行政長官林鄭月娥誤導公眾罷工影響新生嬰兒深切治療部運作。
2月6日，登記罷工人數由逾7,000人跌至6,400人，工會在沙田威爾斯親王醫院外設街站，不時高叫「政府無能，港人自救，全面封關，刻不容緩」。當晚，工會與醫管局高層會面，工會表示談判毫無進展，認為醫管局拒絕承認醫管局員工陣線在溝通中的地位，更沒有準備醫院防護裝備的數字和沒承諾提供清洗期予在隔離病房工作的員工。然而，醫管局行政總裁高拔陞卻表示與員工「傾得好好」，指出雙方在防疫工作上方向一致，表示已增潑資源採購物資、提升感染控制。
2月7日，醫管局員工再於醫管局總部聚集，要求與高層對話。不過醫管局將电梯锁上，參與人士利用樓梯前往管理層所在樓層，甚至有人跪地要求對話，其後不適暈倒，由救護員送離現場。醫管局高層原定與工會再會面商討訴求，但最終由上午10時等到晚上7時都沒有高層下來對話。醫管局對有人未經申請集會表示遺憾。工會宣佈有5,500名醫護參與罷工。

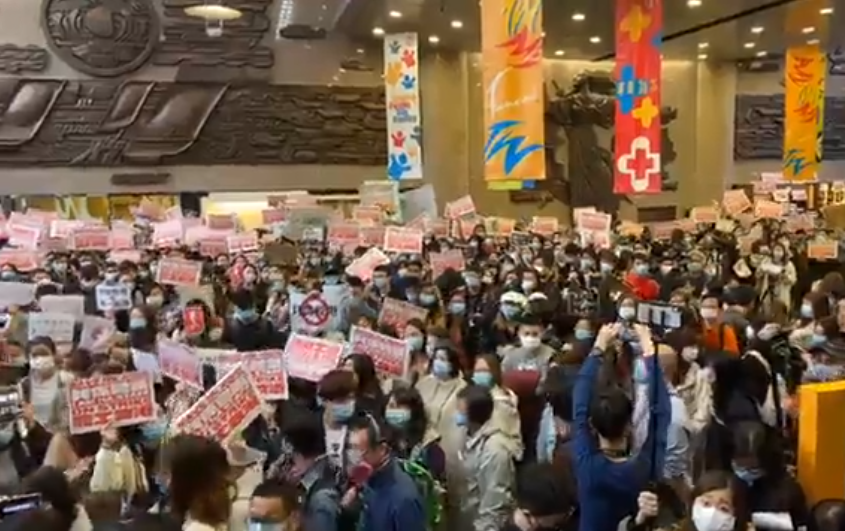
醫管局大樓大堂有數百人聚集
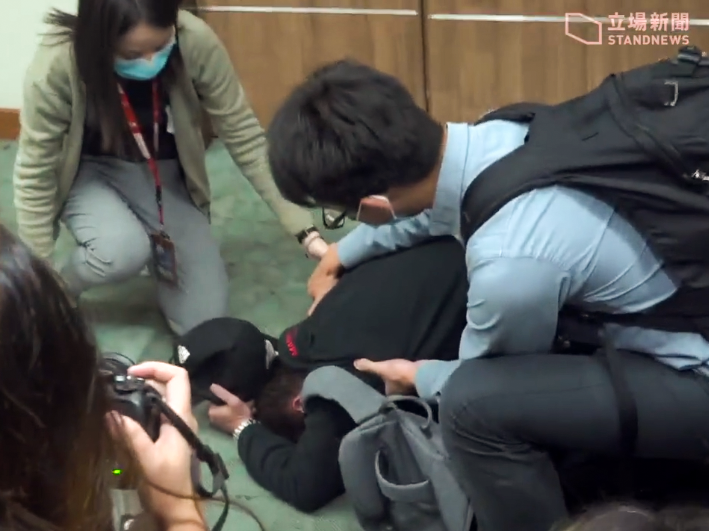
有人跪地要求找尋高層對話，其後不適暈倒，需要由救護員送離現場
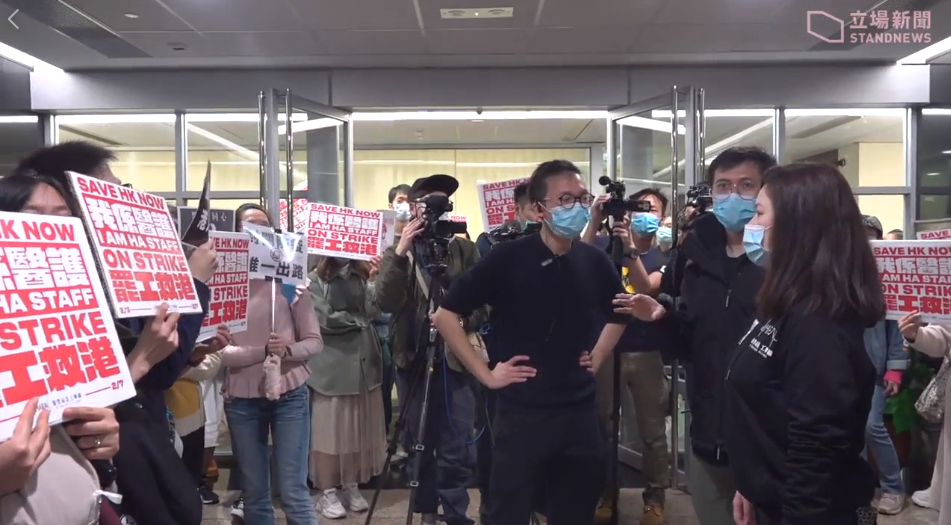
醫管局員工和代表在4樓等候，但管理人員關掉冷氣
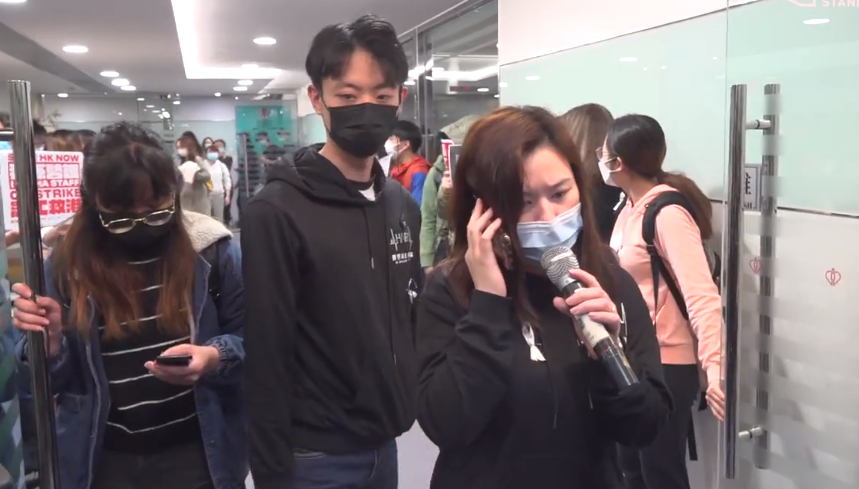
余慧明曾打電話要求高層來對話，但秘書回復稱高層正在開會
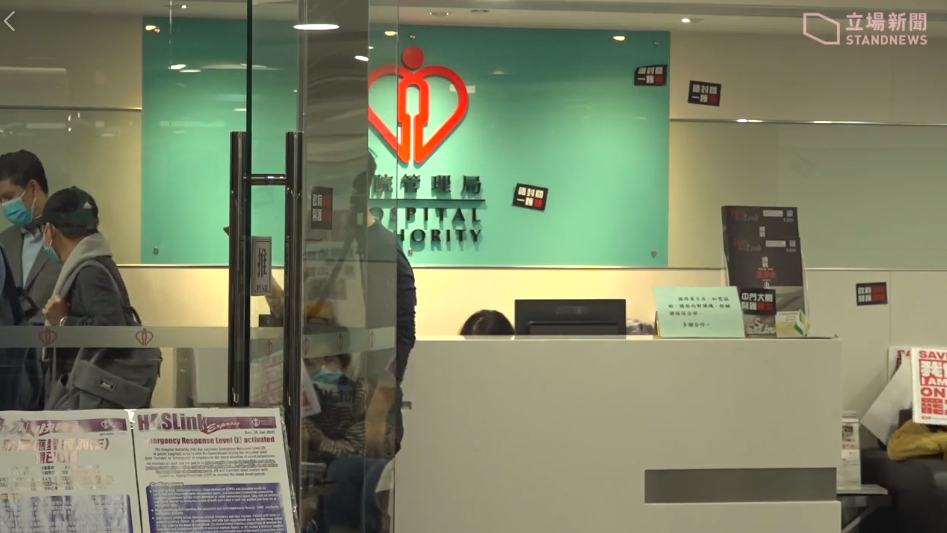
醫護在管理層所在的5樓等候，但最後都沒有高層來對話

## 結束
五天罷工後，醫管局並不願意答應任何訴求。工會於2月7日舉行投票表決是否延長罷工至2月12日，但在7,000名投票的會員當中，逾4,000人不贊成延長罷工，只有約3,000人贊成繼續罷工，故工會宣佈暫時擱置罷工。現場有人高呼「齊上齊落，支持醫護」，又有人表明支持工會任何決定。工會表示會成立防疫抗爭基金，以支援參與這場罷工的醫護和支援為了防疫而進行工業行動的香港人。

## 醫管局向參與罷工人士追究
2020年2月26日，醫管局人事部向2月3日至7日參與罷工的7000名員工發信，表示會核對員工缺勤紀錄作出跟進，不排除會根據缺勤日數而扣除員工的薪金。醫管局員工陣線表示該會是註冊工會，而罷工不是缺勤，《基本法》也列明了罷工的權利。早前已經向局方提交參與員工名單及罷工報到紀錄，員工在罷工前亦有預先通知上司。
2020年11月28日，醫管局就年初的工業行動，決定向經核實曾於今年2月3至7日期間缺勤的員工，收回已付的相關工資，但不會作出其他人力資源方面跟進，然而醫管局未有公開被秋後算帳的具體人數。醫管局員工陣線主席余慧明指出，不相信醫管局聲稱不作人力資源追究，管方將來要再秋後算賬，仍可以同事表現差為由不續約，「我哋要話畀醫管局聽，唔係咁易分化到我哋，唔好再壓迫同事，冇我哋醫管局一定冧，我哋7,000個同事一定齊上齊落」。
參與罷工的香港專職醫療人員及護士協會幹事劉凱文不接受醫管局扣糧，雖法例上員工缺勤僱主有權扣糧，但員工罷工同受基本法保障，醫管局只是扣糧而不作出其他人力資源跟進，也是打壓罷工，藉此警告員工以後不可罷工。

## 各方反應

### 香港市民
根據香港民意研究所就疫情的民意調查，結果發現有61%受訪市民支持前線醫護人員發動罷工，而有近75%受訪市民不滿香港政府應付疫情的表現，更加有80%受訪市民支持落實全面封關。

### 政府
行政長官林鄭月娥表示，罷工是極端手法，無可避免地影響到病人權益。在提交中央的抗疫報告中，向中央政府透露特區政府已經要求醫管局須嚴肅處理組織罷工的員工，不容許「害群之馬」留在醫院工作。

### 醫管局員工陣線
醫管局員工陣線主席余慧明於罷工結束時表示，在這段罷工期中，政府已關閉多個口岸，開啟港人以工會抗爭。並補充停止罷工不等於停止抗爭。

### 醫院管理局
在罷工過程中，醫管局多次呼籲員工復工，並指緊急服務受嚴重影響。2月7日，醫管局發出聲明，歡迎員工重返岡位。 然而，罷工結束後的2月8日，他們並沒有回應會否對罷工醫護秋後算帳，僅指要情理兼備地處理。

### 世界衛生組織
2月6日，世界衛生組織總幹事谭德塞對此事表態稱，“应对疫情需要团结。当前新冠肺炎才是我们共同的敌人”。

### 香港藝人
- 藝人曾華倩2月2日晚在社交媒体发文，感谢医护人员对抗新冠疫情[31]，但當中提到不支持發起是次行動的醫護人員，批评他们威胁医院运作，相關言論引起爭議[32]。有網民指出要求罢工的醫護並非要求加薪、減工作量，而是政府「假封關」置港人安危於不顧，前線裝備及防疫用品等嚴重短缺，又要求她從醫護界角度考慮醫療系統可能爆煲[33][34]。曾于次日删除相关贴文，並關閉IG的留言功能[35]。